# Sottoprodotto

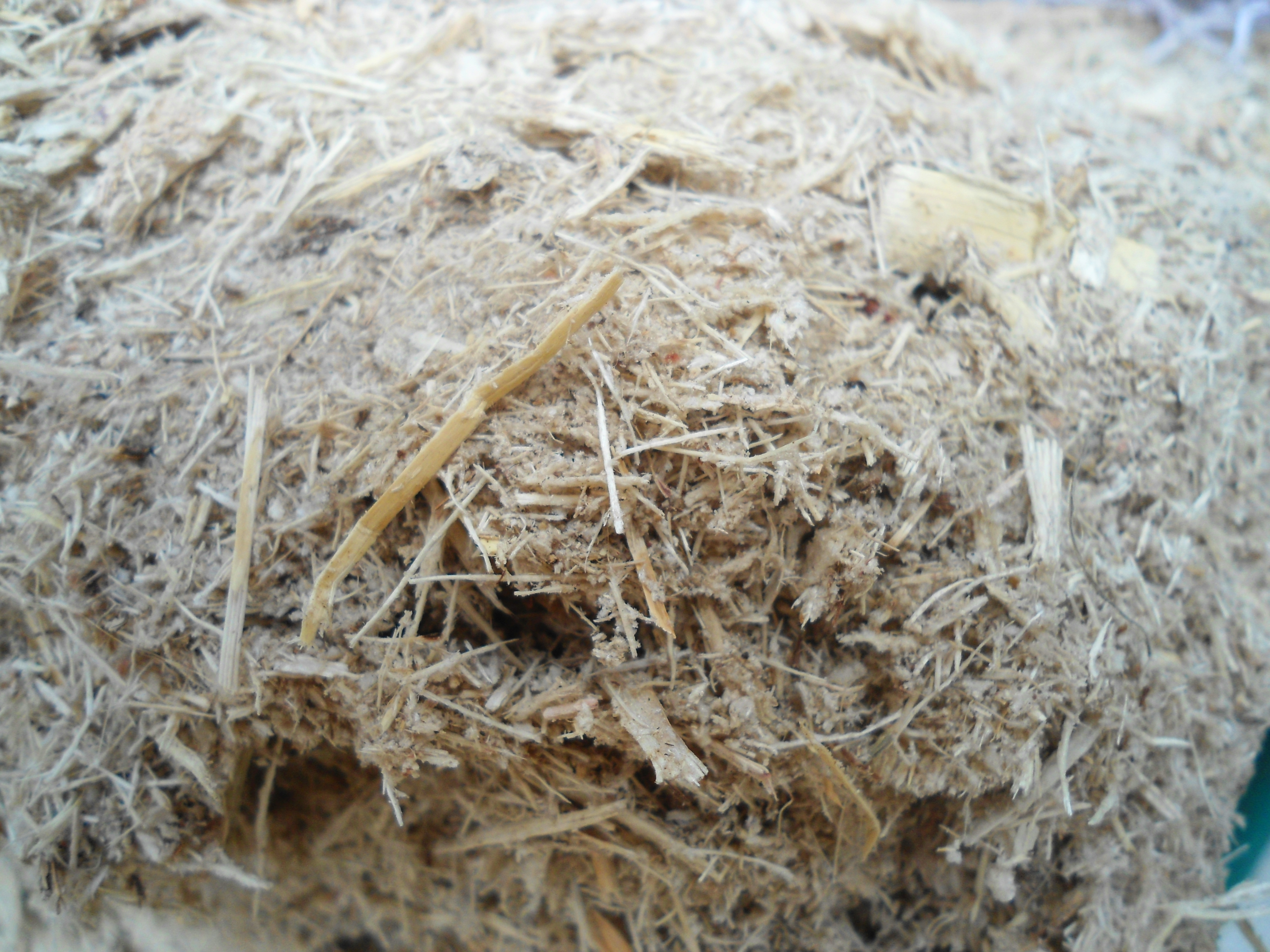
La bagassa è considerata un sottoprodotto della lavorazione della canna da zucchero.

Per sottoprodotto si intende un prodotto secondario, utilizzabile o meno, derivato da un processo di produzione, fabbricazione o una reazione chimica di altri prodotti e, proprio per tale motivo, considerato economicamente meno importante di questi.

## In economia
Nel contesto della produzione, un sottoprodotto è il «risultato di un processo di produzione congiunta che è minore in quantità e/o valore netto di realizzo (NRV) rispetto ai prodotti principali.» Poiché si ritiene che non abbiano alcuna influenza sui risultati finanziari riportati, i sottoprodotti non ricevono imputazioni di costi congiunti. Anche i sottoprodotti, per convenzione, non vengono inventariati, ma il NRV derivante dai sottoprodotti è generalmente riconosciuto con il concetto di "altri ricavi" o come riduzione dei costi di lavorazione della produzione congiunta quando viene realizzato il sottoprodotto.
L'Agenzia internazionale dell'energia inserisce i sottoprodotti nel contesto della valutazione del ciclo di vita e definisce quattro diverse tipologie di prodotto: «prodotti principali , co-prodotti (che comportano ricavi simili a quelli del prodotto principale), sottoprodotti (che comportano ricavi minori) e prodotti di scarto (che forniscono ricavi scarsi o nulli).»

## In chimica
Se alcuni chimici trattano i "sottoprodotti" e i "prodotti collaterali" come sinonimi nel senso di cui sopra di un prodotto secondario generico (non mirato), altri trovano utile distinguere i due. Nel caso si volesse fare una distinzione precisa tra i due, per "sottoprodotto" si intende un prodotto non desiderato, ma che inevitabilmente risulta da frammenti molecolari di materie prime e/o reagenti che non vengono incorporati nel prodotto desiderato, a seguito della conservazione di massa; per "prodotto collaterale" si intende invece un prodotto formatosi da un processo competitivo che, in linea di principio, potrebbe essere soppresso mediante un'ottimizzazione delle condizioni di reazione.